# Nançay
Nançay ist eine französische Gemeinde mit 768 Einwohnern (Stand 1. Januar 2022) im Département Cher in der Region Centre-Val de Loire; sie gehört zum Arrondissement Vierzon und zum Kanton Aubigny-sur-Nère.

## Geographie
Das Gemeindegebiet wird vom Fluss Rère und seinen Zuflüssen durchquert. Im Norden verläuft der Naon.

## Bevölkerungsentwicklung
| Jahr      | 1962 | 1968 | 1975 | 1982 | 1990 | 1999 | 2007 | 2012 |
| Einwohner | 738  | 753  | 698  | 748  | 784  | 738  | 855  | 879  |

## Sehenswürdigkeiten
- Radioteleskop von Nançay

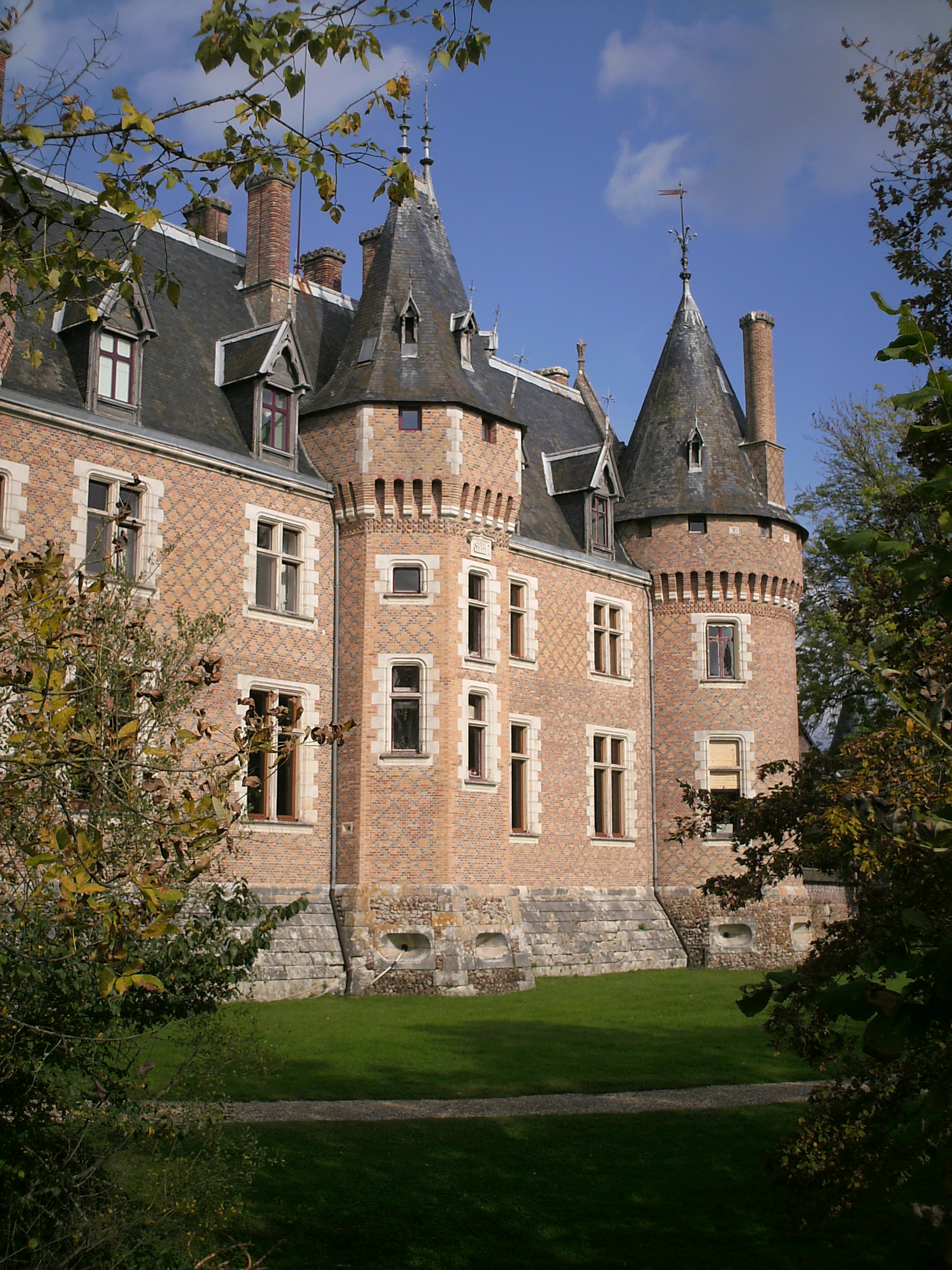
Schloss

- Kirche Saint-Laurian (1624); nach Brandzerstörung im 19. Jahrhundert wieder aufgebaut;
- Château de Nançay, mittelalterlichen Ursprungs aber in der Renaissance umgebaut, Privatbesitz;
- Lavoir

## Trivia
Alain-Fournier lässt seinen Roman  Der große Meaulnes zum Teil in Nançay (dort unter dem Namen Vieux-Nançay) abspielen. Hier verbrachte der Autor als Kind und Jugendlicher seine Sommerferien.